# 隠密・奥の細道
『歴史サスペンス 隠密・奥の細道』（れきしサスペンス おんみつ おくのほそみち）は、1988年10月14日 - 1989年3月31日にテレビ東京系列にて放映された連続テレビ時代劇である。

## 概要
- 水戸光圀の命を受けた2人の公儀隠密と隠れくの一が、芭蕉一行を装いながら、芭蕉の道中の身の安全を陰日向に守りつつ、東北越後諸藩に潜む悪を裁いていく。
- 松尾芭蕉が忍者出身だったという伝説をもとに立案され、実際の奥の細道と史実資料に沿って進み、各話はその訪問地で発生遭遇する架空事件を解決して行く道中もの時代劇ドラマ（ロードムービー）。番組中ナレーションで解説に実際の芭蕉と河合曽良の足跡が紹介されている。
- 放映初期における各一話では番組終盤に六郎太・音丸コンビが大チャンバラで悪党一味を倒していた。後期ではお蝶も加わるが敵とのチャンバラシーンは少なくなり『必殺シリーズ』ばりの闇裁きスタイルとなった。

## キャスト
- 六郎太（芭蕉の遠縁にあたる伊賀忍者　偽「松尾芭蕉」役）：佐藤浩市
- 音丸（六郎太の相棒 偽「河合曽良」役）：国広富之（16話を除く）
- お蝶（隠れくの一）：萬田久子（6、7話を除く）
- 河合曽良：西山浩司（22、23話を除く）
- 百地三太夫：岩井半四郎
- ナレーション：鈴木瑞穂
- 水戸光圀：丹波哲郎（特別出演）
- 松尾芭蕉：中村嘉葎雄

## サブタイトル・ゲスト
| 話数 | サブタイトル                   | 脚本              | 監督     | ゲスト出演者 |
| ---- | ------------------------------ | ----------------- | -------- | --- |
| 1    | 水戸光圀を殺せ！ （2時間SP）   | 小川英 中野顕彰   | 江崎実生 | 黒木瞳、勝野洋、平田満、綿引勝彦 青木義朗、穂積隆信、梅野泰靖、石田太郎 三浦リカ、中丸新将、椎谷建治、田辺年秋 高崎隆二、中野美穂、長谷川弘 |
| 2    | 芭蕉に迫る暗殺剣               | 小川英 胡桃哲     | 小澤啓一 | 香坂みゆき、並樹史朗、内田勝正、垂水悟郎 田口計、潮哲也、南条弘二、草薙良一 下元史朗、菊川予市、田村貫 |
| 3    | 那須野に揺れるかさね草         | 小川英 蔵元三四郎 | 小澤啓一 | 下条アトム、西田健、長谷川哲夫、唐沢民賢 桜川佳世、団巌、高崎隆二、河合絃司 大原真理子、杉浦明彦、早川研吉、原田千枝子 槇ひろ子、真田陽一郎、太田行雄、にしうちあきら |
| 4    | 血闘、須賀川の宿               | 小川英 中野顕彰   | 居川靖彦 | 音無真喜子、内田直哉、黒部進、坂口徹郎 久遠利三、脇坂奎平、竹沢慶、今野忠明 丸林昭夫、武内文平、重松収、新富重夫 桑原一人、石沢徹、奈辺悟、加藤規千恵 大島光幸 |
| 5    | 湯煙りに泣く夫婦花             | 山崎巌            | 居川靖彦 | 佐野アツ子、峰岸徹、久保明、小笠原弘 若林哲行、高崎隆二、三上剛仙、阪上和子 辻靖美、今井洋平、和波卓 |
| 6    | 十四年目の伊達騒動             | 白井更生          | 小澤啓一 | 加納竜、田中明夫、小林昭二、藍田美豊 岩本千春、御木本伸介、小林勝彦、杉江廣太郎 小野明良、水橋和夫、皆川衆、橋本俊一 松下絢、小林一三、谷代浩幸 |
| 7    | 仇討無情女の涙                 | 長田紀生          | 小澤啓一 | 朝加真由美、渥美国泰、高城淳一、川合伸旺 粟津號、石橋雅史、水島涼太、横山あきお 神田紫、大和なでしこ、落合ひとみ、三浦剛 久保田百恵 |
| 8    | 松島の波に砕けた母子舟         | 佐々木守          | 原田雄一 | 畠田理恵、樋浦勉、平泉成、久富惟晴 石山律雄、井上三千男、東丘出陽、荻原賢三 武川信介、上山克彦、伊豫寛司、広瀬清一 橋本英夫 |
| 9    | 闇にきらめく一刀流             | 白井更生          | 原田雄一 | 小野さやか、本田博太郎、山田吾一、守田比呂也 徳江一裕、伊藤敏孝、荒井美樹、浅見小四郎 伏見哲夫、大木戸真治、大村孝司、保木本竜也 小室喜昭、大島光幸 |
| 10   | 花嫁の叫び 芭蕉がおちた悪の罠  | 山崎巌            | 江崎実生 | 三ツ木清隆、菅貫太郎、渡辺千秋、中村孝雄 城谷光俊、清水宏、長沢遼、近藤隼 内山智子、枷場幸代、岩田祐之、清水功 |
| 11   | 芭蕉が愛した面影の女           | 大平洋            | 江崎実生 | 田中美奈子、奥村公延、灰地順、宮崎達也 中村方隆、佐藤晟也、渡辺力、上野綾子 坂元貞美、中井一義、谷津勲、片橋久美子 辻親八、にしうちあきら、生出久仁彦、條原勝美 佐藤直洋 |
| 12   | 大砲轟く奥州路                 | 小川英 胡桃哲     | 居川靖彦 | 若林豪、杉浦幸、川辺久造、石山雄大 田中洋介、石坂重二、内野繁樹、大川透 石田照行、菅野勝浩、天野和義、木村雅俊 古川聰 |
| 13   | 最上川に泣く迷い姫             | 長田紀生          | 居川靖彦 | 大場久美子、藤岡重慶、石田信之、姫ゆり子 仙波和之、伊藤紘、兼田晴臣、和波卓 太田政和、佐山たけし、田村正男、内田忠男 佐藤幸雄、桂木朝美、由井園武彦 |
| 14   | 女人禁制の山の姫君             | 大西信行          | 宮越澄   | 森川正太、鈴木瑞穂、睦五朗、小林勝彦 中真千子、蜷川香子、井之上隆志、大和大作 森明美、伊藤正博、浜本健志、藤田誠 |
| 15   | 無惨・お犬様奇談               | 小川英 前田治行   | 宮越澄   | 松岡知重、五代高之、浜田晃、小沢象 山内としお、若林哲行、志賀圭二郎、山崎満 大城裕美子、平田京子、吉沢真人、滝柳幸一 |
| 16   | 公儀隠密 お蝶が惚れた          | 大平洋            | 江崎実生 | 桂木文、内藤剛志、福田健次、重久剛一 阿川藤太、稲葉年治、深谷隆、村上幹夫 真鍋敏、岸本一人、門谷美佐、森松條次 神部功一、木村真、米川幸 |
| 17   | 眠れる美女の恋唄               | 山崎巌            | 江崎実生 | 高部知子、新井康弘、相馬剛三、三田村賢二 渡辺哲、門田俊一、城谷光俊、赤沼晃 ほかり千代子、池田功 |
| 18   | 波間に燃えた男唄               | 長田紀生          | 斎藤光正 | 萩原健一、山本みどり、大出俊、穂積隆信 江見俊太郎、大島宇三郎、ただのあつ子、森一馬 小野沢智子 |
| 19   | 復讐に賭けた女哀唄             | 白井更生          | 斎藤光正 | 大塚良重、田中隆三、夏夕介、外山高士 大林丈史、辰馬伸、小島三児、望月太郎 皆川衆、二宮寛、岡本達哉、布施木昌之 志賀晶、窪園純一、吉見純麿、加藤福貴 |
| 20   | 風に舞い散る紙兜               | 石川孝人          | 江崎実生 | 本郷直樹、丸山秀美、高橋友之、山本清 梅津栄、城谷光俊、小寺大介、佐藤晟也 古山忠良、斎木としや、白浜健三、布施木昌之 篠田高信、甲斐新、大木戸真治 |
| 21   | 炎に甦る女の涙                 | 山崎巌            | 江崎実生 | 奥田圭子、坂田祥一朗、黒部進、久保忠郎 山崎猛、中野れい子、佐野大輔、佐川二郎 森明美、須永千重、大島光幸、柳恵子、遠藤静恵 岸田里佳 |
| 22   | 野望に泣いた女恋唄             | 久保田圭司        | 武内孝吉 | 丹波義隆、橋本薫子、織本順吉、中西良太 北町嘉朗、相馬剛三、町田真一、挟間鉄 菅田聡、井上由起夫、布施木昌之 |
| 23   | 敦賀に舞った母恋鳥             | 大平洋            | 岡康季   | 一色彩子、田中明夫、森下哲夫、唐沢民賢 大前均、深見博、森一、浅尾和憲 黒沢大輔、荻原賢三、財津吉浩、溝口敏成 上田ゆう太、太田政和、石沢徹、泉福之助 藤本せつ子、野坂研 |
| 24   | 芭蕉は隠密支配か？ （2時間SP） | 小川英 中野顕彰   | 居川靖彦 | 京本政樹、岡安由美子、穂積隆信、江藤潤 荒勢、井上博一、キラー・カーン、森沢なつ子 上田耕一、辻親八、高崎隆二、渡部又兵衛 谷村好一、加藤純平、武内文平、月路奈見 滝沢英行、新藤竜平、岸端浩也、桑野幸三郎 奈辺悟、平野恒雄、上田弘司、大島剛人 二宮寛、萩原賢三、甲斐新、大野雅之 佐藤孝輔、蘭紅徹、吉田敦、長塚美登 羽吹潤 |

## テーマソング
- 日浦孝則「君よ綺麗になれ」（作詞：高柳恋、作曲：山本拓己）（コンチネンタルレコード）

## スタッフ
- 原案:小川英
- 奥の細道考証：久富哲雄
- 制作:元村武(Gカンパニー)、遠藤慎介(テレビ東京)
- プロデュース:江津兵太(テレビ東京)、河合覚、吉田由二(Gカンパニー)
- 音楽:菊池俊輔
- 挿入曲：宗次郎
- 選曲:合田豊
- 殺陣:高倉英二
- アクション:グループ十二騎
- エキストラ:早川プロ
- MA：アオイスタジオ
- 現像:IMAGICA
- 製作:テレビ東京、Gカンパニー